# NGC 3048
NGC 3048 este o galaxie situată în constelația Leul. A fost descoperită în 27 aprilie 1864 de către Albert Marth.